# Signe Marie Stray Ryssdal

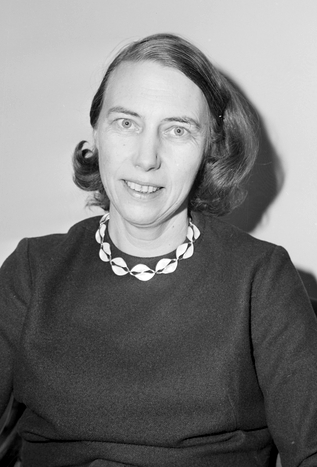
Signe Marie Stray Ryssdal, 1972

Signe Marie Stray Ryssdal (* 22. Juli 1924 in Tromøy, Kommune Arendal als Sigrid Marie Stray; † 18. Mai 2019) war eine norwegische Juristin und Politikerin der sozialliberalen Partei Venstre. Von 1984 bis 1994 war sie Fylkesmann der damaligen Provinz Aust-Agder.

## Leben
Signe Marie Stray Ryssdal ist die Tochter der beiden Juristen Christian und Sigrid Stray, die am Obersten Gerichtshof von Norwegen als Anwälte zugelassen waren. Sowohl ihr Vater wie auch ihre Mutter waren politisch aktiv. 1943 schloss Ryssdal die Schule ab und begann nach Ende des Zweiten Weltkriegs ihr Studium der Rechtswissenschaft an der Universität Oslo. Im Jahr 1948 verbrachte sie ein Semester in Den Haag. Ab 1950 arbeitete sie in verschiedenen Positionen als Juristin, wobei sie in der Zeit von 1956 bis 1972 eine eigene Anwaltskanzlei in Oslo führte. Im Jahr 1960 wurde sie ebenso wie ihre Eltern als Anwältin für das Oberste Gericht zugelassen. Ryssdal war dabei die dritte Frau Norwegens, die diese Zulassung erhielt. In verschiedenen staatlichen Gremien setzte sie sich für die rechtliche Gleichstellung von Frauen und Männern ein.
Ryssdal war für den Wahlkreis Oslo über zwei Legislaturperioden von 1965 bis 1974 hinweg Vararepresentantin, also Ersatzabgeordnete, im norwegischen Nationalparlament Storting. Dabei kam sie allerdings zu keinem Einsatz als feste Abgeordnete. In der Zeit zwischen 1968 und 1972 saß sie im Stadtrat von Oslo. Im Jahr 1972 wurde sie Sosialrådmann in Oslo, also Leiterin der Sozialabteilung der Kommune Oslo. Sie blieb bis 1983 in diesem Amt. Zum 1. Januar 1984 übernahm sie den Posten als Fylkesmann des Fylkes Aust-Agder von Ebba Lodden. Ryssdal übte das Amt bis 1994 aus, bevor sie in Pension ging.
Sie war mit dem Juristen Rolv Ryssdal (1914–1998) verheiratet. Gemeinsam mit ihm hatte sie drei Kinder.